# Burgaw, North Carolina
Burgaw, North Carolina (енгл. Burgaw) град је у америчкој савезној држави Северна Каролина.

## Демографија
По попису из 2010. године број становника је 3.872, што је 535 (16,0%) становника више него 2000. године.
| Група             | 2000.         | 2010.         |
| Белци             | 1.650 (49,4%) | 1.972 (50,9%) |
| Афроамериканци    | 1.498 (44,9%) | 1.534 (39,6%) |
| Азијати           | 4 (0,1%)      | 17 (0,4%)     |
| Хиспаноамериканци | 150 (4,5%)    | 280 (7,2%)    |
| Укупно            | 3.337         | 3.872         |